# Ex monastero di Santa Verdiana
L'ex monastero di Santa Verdiana si trova tra via dell'Agnolo, via Santa Verdiana, piazza Ghiberti e Largo Annigoni a Firenze

## Storia

### Monastero
Fondato nel 1391 per volontà del notaio ser Niccolò di Manetto di Buonagiunta per ospitare le monache vallombrosane. Fu intitolato a san Giovanni Gualberto e poi a santa Verdiana da Castelfiorentino, una monaca vissuta per 34 anni nella prima metà del XIII secolo, in una cella murata in compagnia di due serpi.. Ser Niccolò era originario di Castelfiorentino e quindi devoto alla santa della sua terra, propagandone il culto anche a Firenze. Le prime monache si stabilirono nell'anno 1400.
Posto sotto la protezione della Signoria fiorentina nel 1402, il convento venne ristrutturato nel 1460 per volere di Cosimo il Vecchio.  Ogni Sabato santo le monache erano tenute a offrire un cero fiorito per la Cappella dei priori in Palazzo Vecchio.

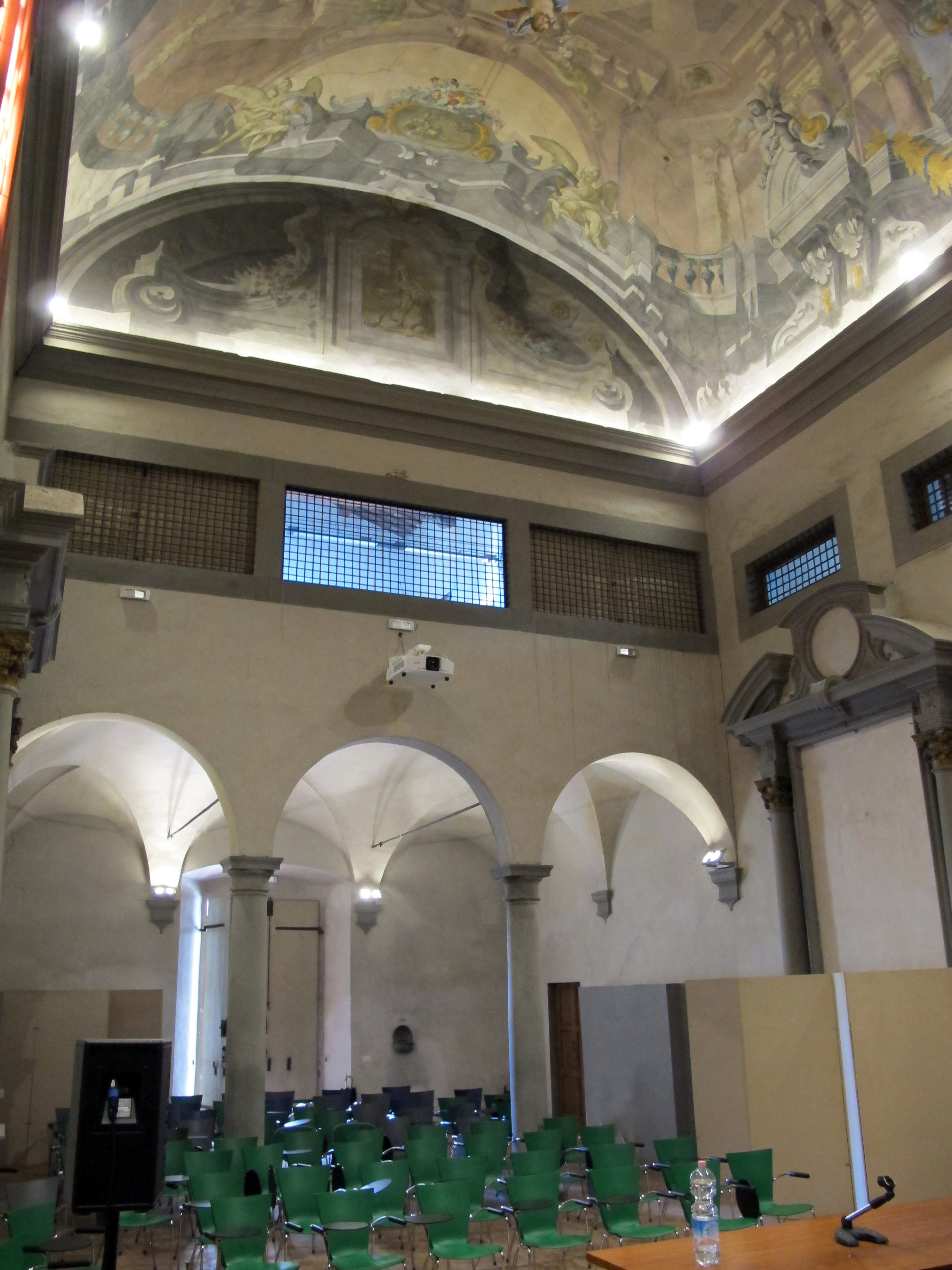
Interno della chiesa

Ulteriori trasformazioni intervennero nel corso del Cinquecento e del Seicento, quando la chiesa del convento fu arricchita da opere d'arte di artisti dell'epoca, riconsacrandola nel maggio 1751.

### Carcere
In seguito alla soppressione napoleonica del 1808 fu inizialmente interessato da un progetto volto a trasformarlo in sede dei macelli pubblici della città, quindi fu destinato a carcere femminile (1865) e in ragione di questa nuova destinazione subì significative modifiche, soprattutto di ridistribuzione degli spazi interni.

### Riuso e restauro
A seguito della costruzione dei nuovi stabilimenti carcerari a Sollicciano (concorso-appalto del 1974) si posero le premesse per il passaggio di questo e degli altri immobili adibiti a carceri presenti nella zona (Murate e Santa Teresa) al Comune di Firenze, e del loro conseguente recupero nell'ambito di un più ampio progetto di riqualificazione del quartiere di Santa Croce. Nel 1986 fu così bandito un concorso internazionale di idee i cui esiti furono esemplificati in una mostra tenuta proprio nel complesso di Santa Verdiana nell'autunno del 1988.
Questa fabbrica fu concessa poi in uso temporaneo dall'amministrazione comunale all'Università degli Studi di Firenze, significativamente pressata da esigenze di spazio per lo svolgimento della didattica, e quindi in comodato cinquantennale (lo stesso avvenuto per una parte del complesso di Santa Teresa), con l'impegno di una utilizzazione di parte degli spazi ad uso culturale e connettivo con il quartiere. I lavori, portati avanti con particolare celerità su progetto dell'architetto Roberto Maestro e con la collaborazione del Servizio Tecnico dell'Università, hanno consentito il restauro e la ristrutturazione dei fabbricati senza significativi cambiamenti alla composizione dei volumi. "Operando sugli spazi vuoti, usati per disimpegnare i laboratori e le aule, si recupera interamente lo schema organizzativo dell'organismo conventuale, stravolto dalla presenza del carcere, restituendo ai loggiati del chiostro la loro funzione distributiva generale. All'esterno, per non alterare il rapporto tra pieni e vuoti, caratteristico di questa zona del quartiere di Santa Croce, si mantiene il muro di recinzione, aprendovi alcune finestre e un nuovo portale di accesso dalla piazza del Mercato. Un sistema di ballatoi e di scale permetterà di accedere dal giardino alle aule-laboratorio, collocate al posto dei bracci delle celle" (Domenico Cardini in Firenze 1992).

## Descrizione

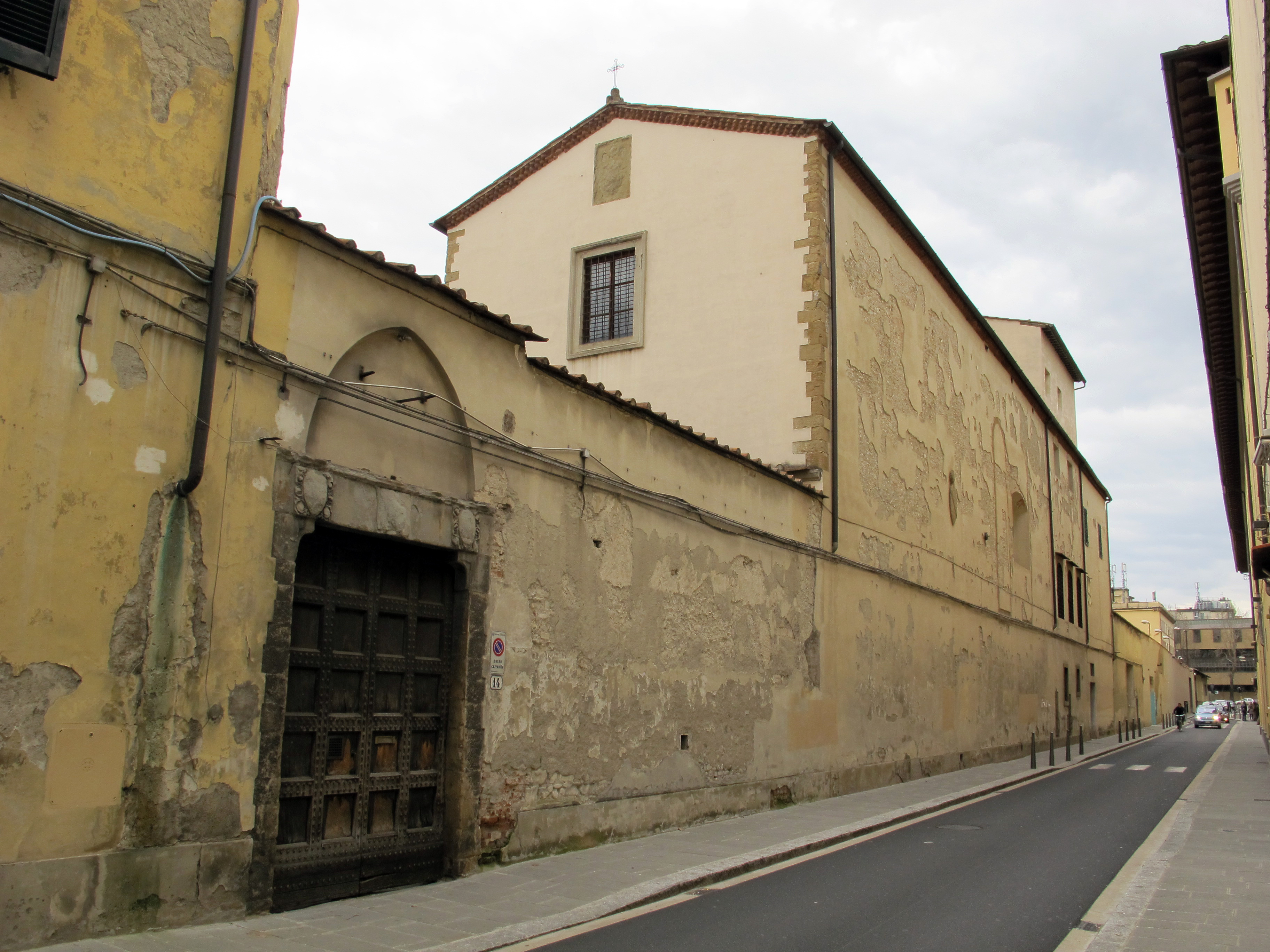
La chiesa vista da via dell'Agnolo

Il grande stemma su via dell'Agnolo, in cui si riconosce una banda traversante, appartiene appunto a ser Niccolò. Resta sulla via inoltre il portale medievale dell'antico accesso, sormontato appunto dagli stemmi che simboleggiavano questa protezione: il giglio fiorentino, la Croce del Popolo e l'Aquila della Parte Guelfa. Sulla facciata della chiesa invece si trovava uno stemma Canigiani (oggi illeggibile), appartenuto all'abate Giovanni Maria.
L'aspetto della chiesa è oggi legato per lo più a lavori cinque-seicenteschi: colonne in pietra reggono il coro delle monache, con un altare dotato di ciborio marmoreo con intarsi in pietre dure, parti d'argento e di bronzo. La pala d'altare centrale, di Pier Dandini, mostra la Vergine in gloria tra i santi Michele, Giovanni Battista, Reparata, benedetto, Giovanni Gualberto, Umiltà e Verdiana, tutti santi legati all'ordine vallombrosano, alla zona in cui il monastero sorge e alla città di Firenze. Ai lati, sulle porte, una Natività e un'Epifania di Pietro Sorri. Sulla volta, tra quadrature architettoniche, la Gloria di santa Verdiana di Vincenzo Meucci. I serpentelli, attributo tipico della santa, si vedono nello stemma del monastero, attorcigliati a una stampella. In una nicchia sulla parete di destra si trova un dipinto di San Giovanni Gualberto, eseguito da una monaca nel 1747. Al centro del pavimento si trova la sepoltura comune delle monache, con l'iscrizione "Giunge fin qui il travaglio / riposan qui dentro gli affanni / qui della vita è la fine, / qui paga il suo dedito l'uomo".
Il chiostro del complesso ha archi su pilastri ottagonali, con capitelli a foglia d'acanto, sormontati da una loggetta con colonnine.

## L'Ortone
Nella piazza oggi occupata dal mercato di Sant'Ambrogio, le monache di Santa Verdiana avevano anticamente il loro "Ortone", cioè una grande zona agricola, murata e invisibile dall'esterno. L'ortone è ricordato da via dell'Ortone, un sinuoso passaggio tra antiche case popolane, che oggi congiunge Borgo la Croce con lo slargo del mercato, piazza Lorenzo Ghiberti, in angolo con via del Verrocchio. La strada un tempo era senza sbocco e gli abitanti delle case a ridosso dell'Ortone godevano di una servitù di passaggio attraverso un edificio, ricordata tuttora da una lapide settecentesca:
| PER DECRETO DEL MAGISTRATO DELLA COMUNITÀ DI FIRENZE DEL DI 12 MAGI(o) 1784 FU STABILITA LA SERVITÙ DEL PASSO COMUNE A TUTTI GL'ABITANTI DELLE CASE ADIACENTI A QUEST'ORTO IN B. 6.½ |

Dell'originaria via interna agli orti, si mantenne solo il breve tratto tra borgo la Croce e la piazza.

## Opere già in Santa Verdiana

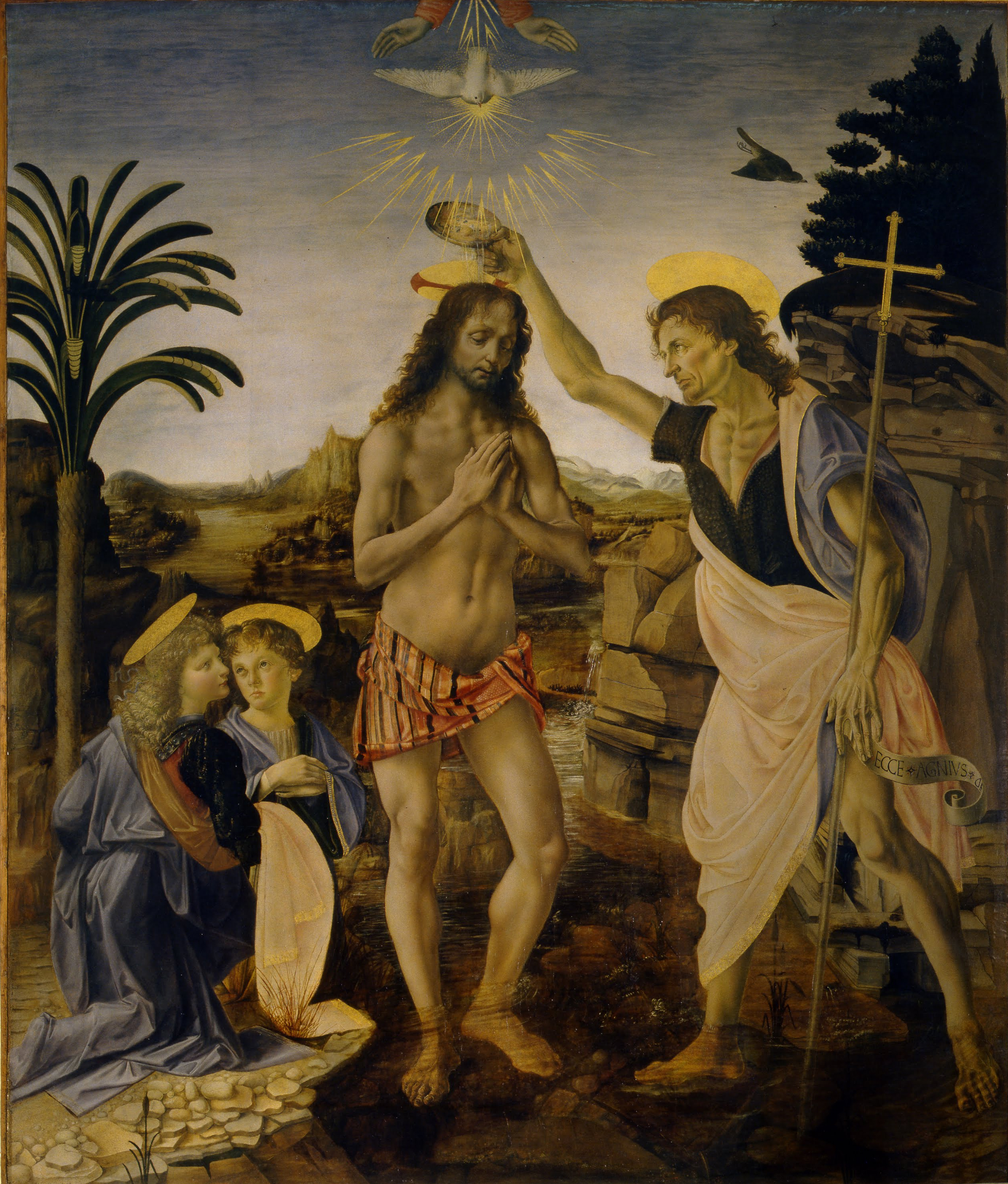
Il Battesimo di Cristo di Verrocchio, Leonardo e altri

Sin dalla chiesa del monastero proviene il Battesimo di Cristo di Andrea del Verrocchio e Leonardo da Vinci, oggi agli Uffizi.

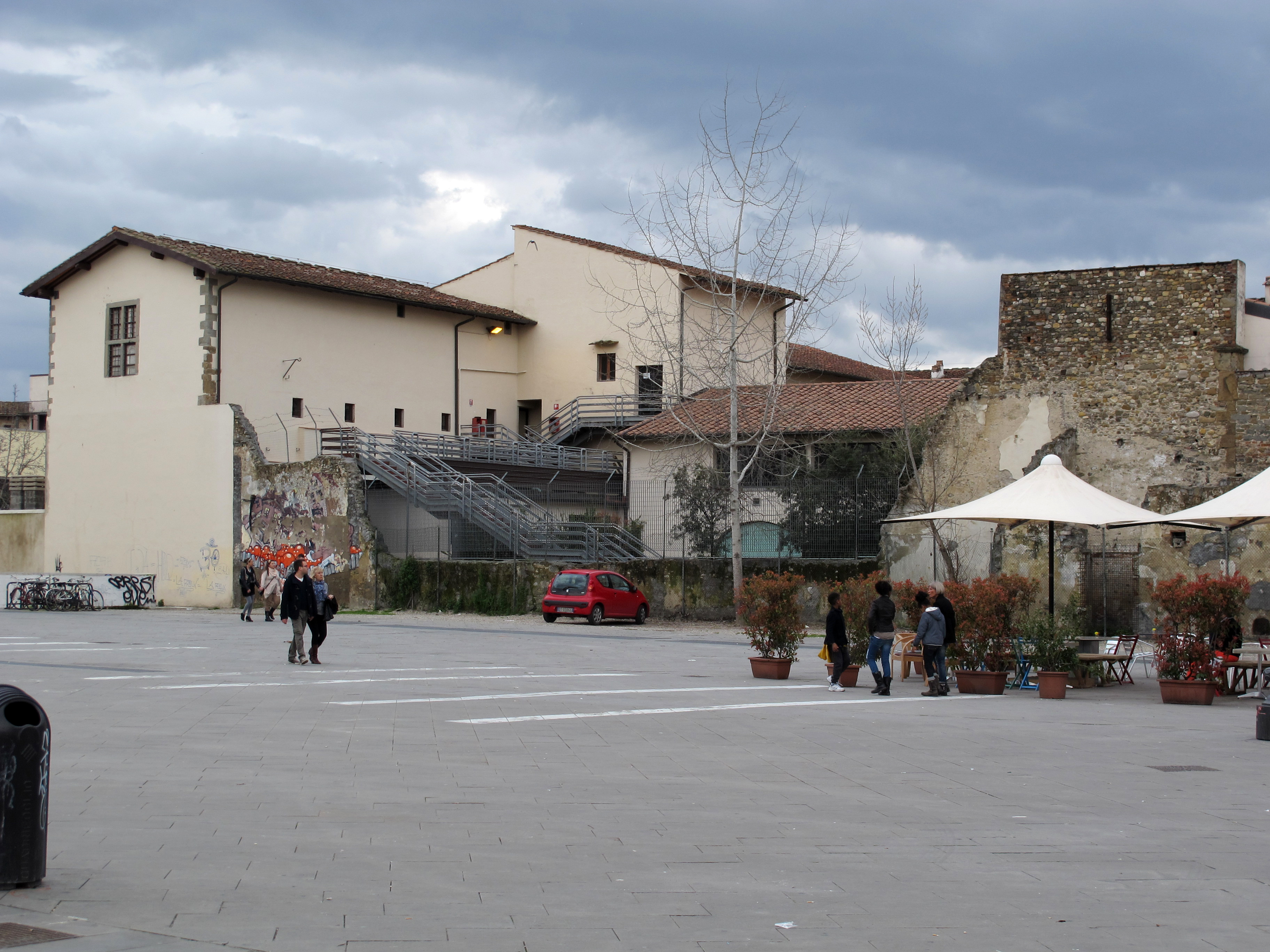
Veduta da largo Annigoni
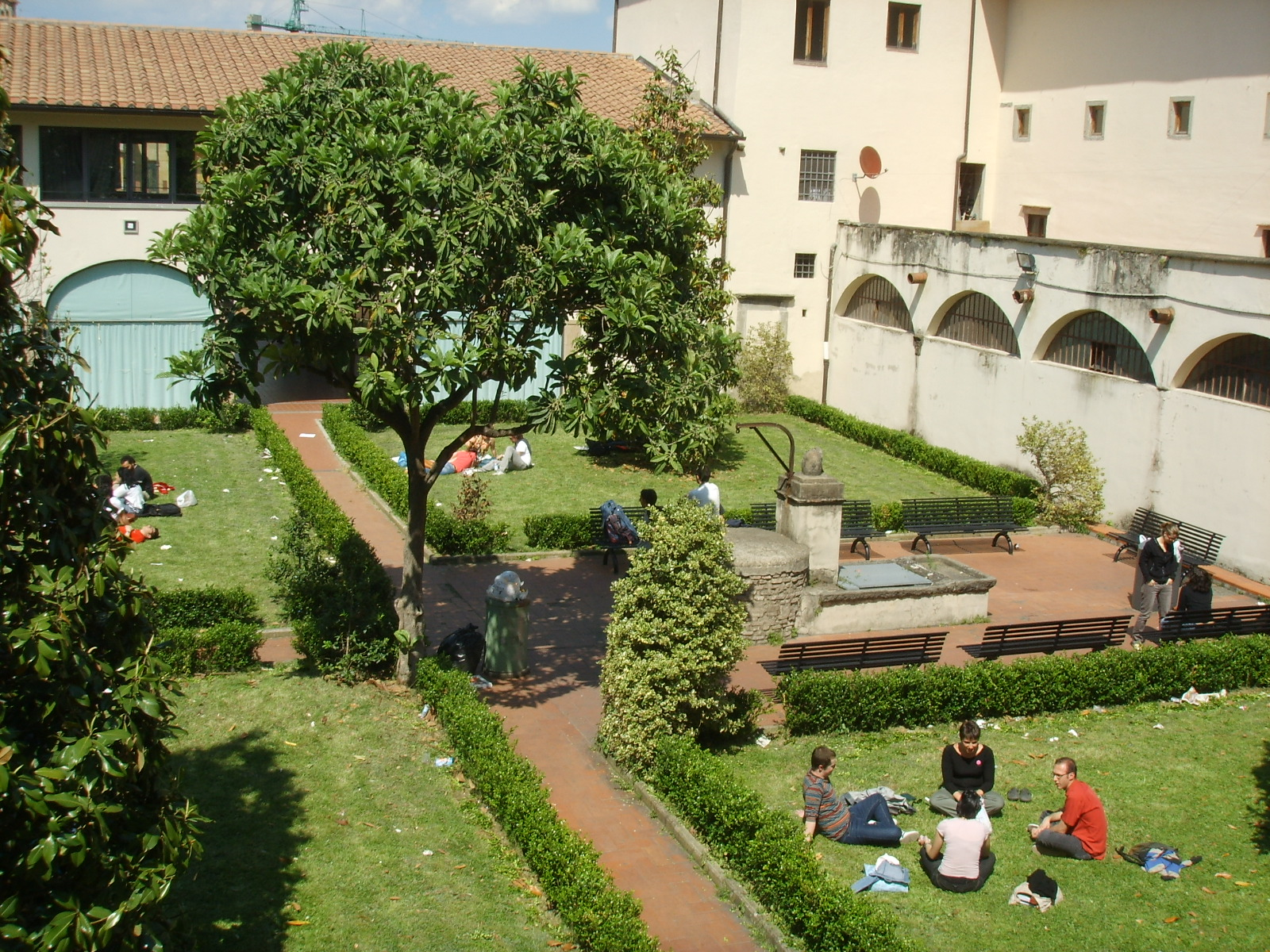
L'ex-chiostro
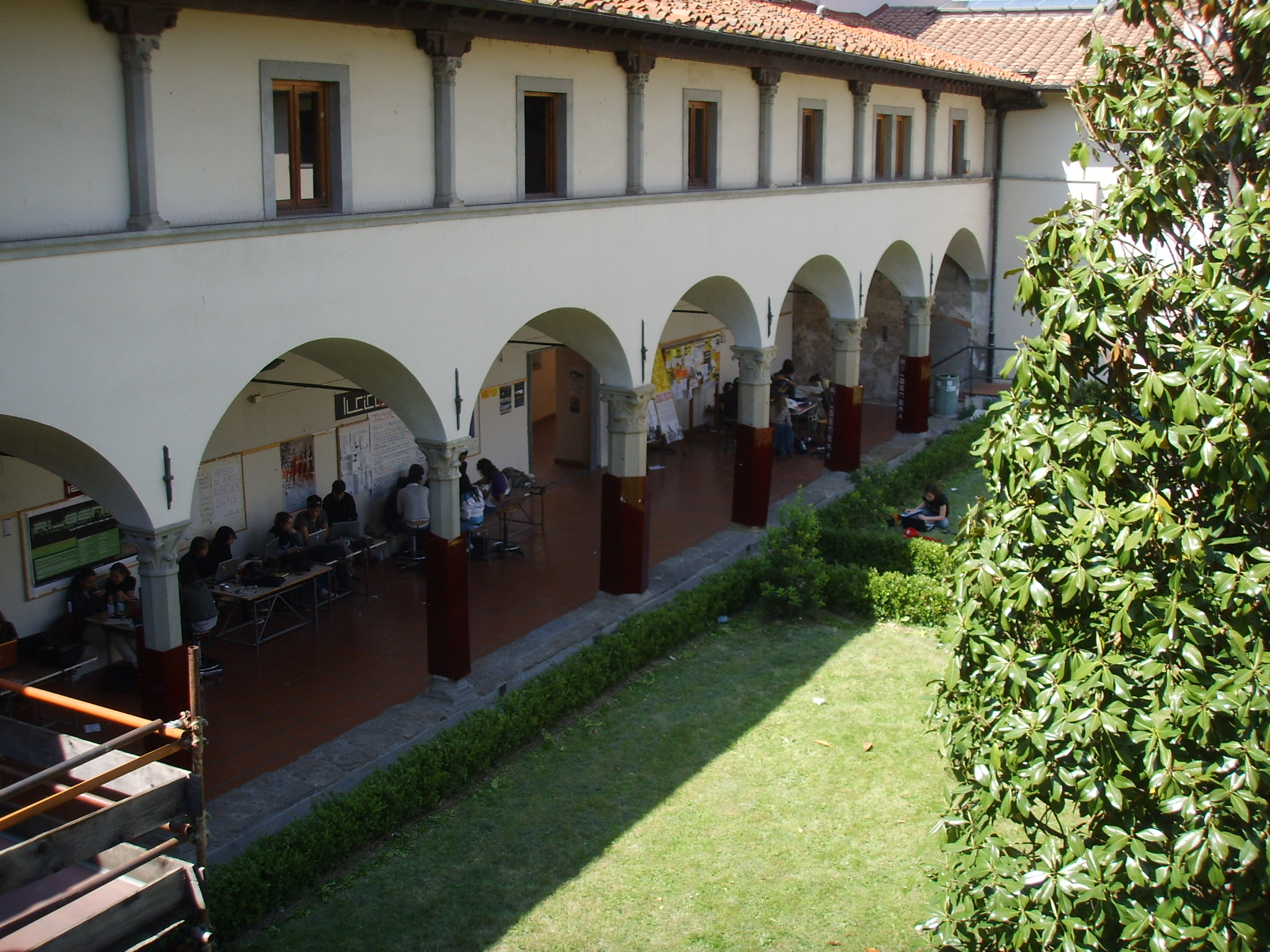
L'ex-chiostro